# Opération Crusader
Pour les articles homonymes, voir Crusader.
Seconde Guerre mondiale (guerre du désert)
Batailles
Guerre du Désert
- Invasion de l'Égypte
- Compass (Fort Capuzzo
- Nibeiwa
- Sidi Barrani
- Bardia
- Tobrouk (1941)
- Mechili
- Beda Fomm)
- Koufra
- Siège de Giarabub
- Sonnenblume
- El Agheila (1941)
- Siège de Tobrouk (Raid sur Bardia
- Raid Twin Pimples)
- Skorpion
- Brevity
- Battleaxe
- Crusader (Flipper
- Bir el Gubi (novembre 1941)
- Point 175
- Bir el Gubi (décembre 1941))
- Fort Lamy
- Gazala (Bir Hakeim
- Tobrouk (1942))
- Mersa Matruh
- El Alamein (juillet 1942) (Raid sur l'aérodrome de Sidi Haneish)
- Alam el Halfa
- Agreement (Caravan)
- Bertram
- Braganza
- El Alamein (octobre 1942) (Avant-poste Snipe)
- El Agheila (1942)

Débarquement allié en Afrique du Nord
- Blackstone
- Casablanca
- Reservist
- Terminal
- Port Lyautey
- Brushwood

Campagne de Tunisie
- Course pour Tunis
- Ligne Mareth
- Sidi Bouzid
- Kasserine
- Sejnane
- Ochsenkopf
- Capri
- Ksar Ghilane
- Pugilist
- El Guettar
- Wadi Akarit
- Longstop Hill
- Hill 609
- Vulcan
- Flax
- Retribution
- Strike

Après l'échec de l'opération Battleaxe, les Britanniques ont besoin d'une victoire pour remonter le moral de leurs troupes et de leur population. L'arrivée d'Auchinleck à la tête du front à la place de Wavell change les habitudes britanniques dans le désert. L'opération a lieu après un été sans combat, lors duquel les deux adversaires se sont renforcés.
C'est à partir de la mi-novembre 1941 que débute l'opération Crusader, qui par sa confusion est une bataille caractéristique de la Seconde Guerre mondiale. Les débuts britanniques sont difficiles et les Allemands infligent de très lourdes pertes à leurs forces blindées, notamment à Sidi Rezeigh. Tout laisse à penser que l'opération Crusader risque d'être encore plus catastrophique que l'opération Battleaxe. Toutefois, les Britanniques et leurs alliés du Commonwealth et polonais réagissent et infligent aux troupes allemandes de lourdes pertes, et peu de temps après, ceux-ci sont obligés de battre en retraite à Gazala et d'abandonner le siège de Tobrouk. Enfin, le 15 décembre, Erwin Rommel doit se replier sous la pression britannique et abandonner toute la Cyrénaïque aux Britanniques.

## Prélude
Après les durs combats du printemps 1941 aux alentours de Tobrouk avec notamment l'opération Battleaxe qui est un échec pour les Britanniques, les deux camps prennent du repos pendant les fortes chaleurs de l'été africain et profitent de cette accalmie pour renforcer l'un et l'autre leurs forces.

### Le renforcement britannique
Après l'échec cuisant de l'opération Battleaxe, les Britanniques procèdent à un profond remaniement dans l'armée.
Le commandant des troupes britanniques au Moyen-Orient, Sir Archibald Wavell, est envoyé en Inde et remplacé par Claude Auchinleck.
Dès son arrivée, celui-ci décide de réorganiser la 8th Army pour la future opération destinée à repousser les Allemands au-delà de la Cyrénaïque. Contrairement à son prédécesseur, Auchinleck a le soutien de Winston Churchill et va pouvoir disposer dans un bref délai de l'aide américaine.
Les Britanniques, dont le char Matilda Mark II est devenu obsolète, reçoivent deux nouveaux modèles de chars : 
- le nouveau char d'infanterie Valentine et, à la fin de l'été,
- le char léger américain M3 Stuart.

En septembre 1941, l'ensemble des troupes blindées britanniques a des effectifs au complet, sauf la 7e brigade blindée pour laquelle il faudra attendre le 25 octobre.
Les Britanniques disposent de 477 chars, dont : 
- 173 M3 Stuart,
- 210 Crusaders,
- 62 A13 et
- 32 autres Cruisers.

Il faut y rajouter les chars d'infanterie Matilda et Valentine, soit un total de 735 chars.
 De plus, les Britanniques disposent en réserve de : 
- 62 Cruisers,
- 90 M3 Stuart et de
- 77 chars d'infanterie.

La 8e armée dispose donc de 735 chars, 100 000 hommes et 5 000 véhicules en tout genre pour sa future offensive.
En préparation, les commandos SAS lanceront dans la nuit du 16 au 17 novembre 1941 l'opération Squatter sur les aérodromes avancés allemands de Kambut (en) et Timimi (en).

### Le renforcement allemand
Erwin Rommel, chef du Panzergruppe Afrika, renforce lui aussi ses effectifs mis à mal par les offensives britanniques de mai et juin 1941. 
En octobre 1941, il dispose de deux divisions blindées (la 15e et la 21e) ainsi que de la zbV Afrika division qui sera renommée 90. Leichte Afrika Division (90e division légère) et qui est entièrement motorisée. 
De plus, Rommel commande 5 divisions italiennes (Bologna, Trento, Pavia, Brescia et Savona) auxquelles il faut ajouter la division blindée Ariete et la division motorisée Trieste sous le commandement direct d'Ettore Bastico, chef des forces de l'Axe en Afrique. 
Les effectifs de l'Axe en chars fin octobre 1941 sont les suivants :
- 70 Panzer II ;
- 139 Panzer III ;
- 35 Panzer IV et
- 146 chars italiens M13/40

Cela fait donc un total de 390 chars, à peine la moitié du nombre de chars britanniques. 
Il y a aussi 162 mini-chars italiens CV-33, mais ils ne sont pas comptés, car déjà complètement dépassés. 
De plus, Rommel ne dispose d'aucune réserve en chars. Néanmoins, les Allemands disposent d'un nombre élevé de Panzer III et IV, qui sont largement supérieurs à tous les chars britanniques, surtout depuis l'apparition du Panzer III à canon long de 50 mm. Enfin, les forces de l'Axe disposent d'un bon nombre de canons antichars.

## Le plan britannique

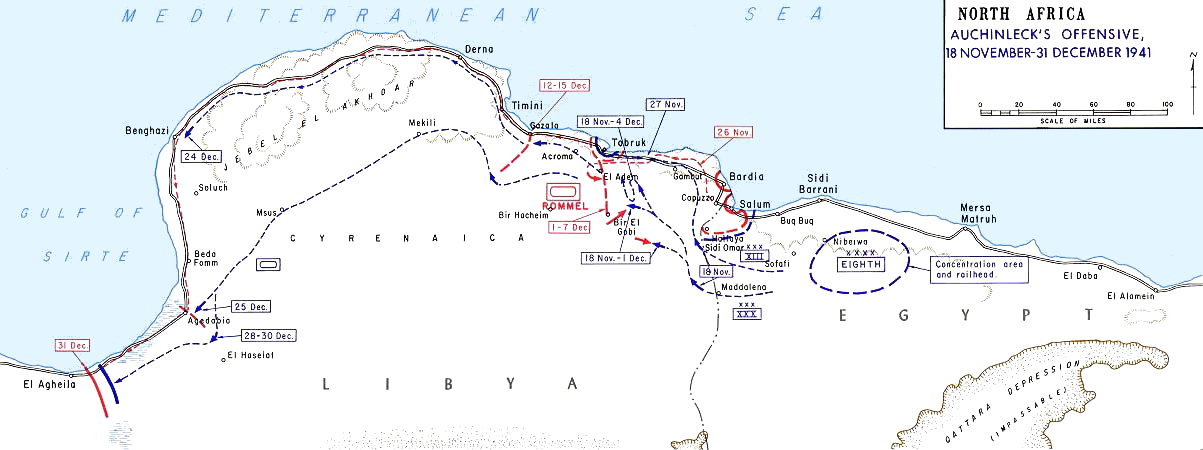
Carte montrant le théâtre d'opération de Crusader.

Pour les Britanniques, la future offensive a un objectif simple : détruire toutes les forces blindées ennemies et reprendre l'ensemble de la Cyrénaïque. 
Auchinleck demande à l'état-major de la 8th Army de choisir un de ses deux plans d'attaque, soit déborder l'ensemble des troupes blindés allemandes par le sud en direction de Benghazi, soit attaquer directement dans la région de Tobrouk. L'état-major et surtout le chef de la 8th Army, Cunnigham, optent assez vite pour la deuxième solution, sûrement moins risquée.
Auchinleck prépare son plan d'attaque en fonction de cette décision : le 13th Corps devra tenir la frontière égyptienne et y repousser toutes les forces ennemies tandis que le 30th Corps devra envelopper les forces de l'Axe par le sud en direction de Tobrouk. Lorsque la 7th division blindée britannique sera suffisamment proche de Tobrouk, les Australiens devront tenter une sortie et les rejoindre pour encercler une partie des forces adverses et continuer l'offensive pour repousser les forces germano-italiennes restantes le plus loin possible.

### Le camp retranché de Tobrouk
40 000 personnes sont encerclées par les Allemands à Tobrouk depuis avril 1941. 
Le général Morshead, chef de la 9e division australienne d'infanterie et commandant de la place forte, demande à l'Amirauté l'évacuation des 15 000 non-combattants. 
Cela se fait sans difficulté, les Britanniques dominant le secteur maritime. 
La garnison se retrouve réduite à 23 000 hommes, pour la plupart combattants ou prêts à le devenir. La majorité (15 000) de ces soldats sont australiens et appartiennent à la 9e division ou à la 18e brigade de la 7e division blindée et se trouvent en première ligne avec 500 soldats indiens. Il y a aussi 8 000 Britanniques, pour la plupart tankistes, artilleurs ou chargés du ravitaillement. Le dispositif est complété par la brigade polonaise des Carpates du général Kopanski (environ 5 000 hommes). 
Le ravitaillement est d'ailleurs crucial pour la survie du camp retranché et la Royal Navy va se charger à merveille de sa tâche en évacuant 47 280 hommes et en débarquant 34 113 ainsi que 33 946 tonnes de ravitaillement moyennant la perte de 34 navires. 
Grâce au ravitaillement et à l'utilisation, pour la défense du camp, des défenses italiennes, les Australiens vont tenir jusqu'à la percée qui entraînera la fuite allemande à travers la Cyrénaïque.
La tactique défensive du général Morshead est la suivante :
- laisser les blindés franchir les premières lignes et - à l'artillerie le soin de les détruire,
- tandis que les soldats de l'infanterie australienne se chargent de l'infanterie allemande et italienne qui suit les chars.

Durant l'ensemble du siège de Tobrouk, d'avril à décembre 1941, les Alliés perdront : 
- Australiens 3 196 hommes,
- les Britanniques 509 ,
- les Polonais 107 et
- les Indiens 26.

Grâce à cette résistance, l'Axe ne put continuer son assaut vers l'est en direction de l'Égypte.

## Les positions allemandes
Erwin Rommel ne s'attend pas à une nouvelle offensive britannique et se consacre surtout à sa future offensive pour capturer Tobrouk. 
Ses multiples tentatives pour prendre le camp retranché ont été des échecs qui coûtent cher en hommes et en matériel. Pour couronner le tout, le ravitaillement arrive au compte-goutte. Lorsqu'un important chargement de munitions arrive à Tripoli le 29 septembre, le chef du Panzergruppe Afrika se réjouit grandement en disant à sa femme qu'il est extrêmement difficile d'apporter le ravitaillement par voie maritime à cause de la domination maritime des Alliés. 
Néanmoins Bayerlein, chef d'état-major de l'armée allemande en Afrique, note qu'une faible partie du ravitaillement demandé par Rommel est arrivée. Ces nombreux retards obligent Rommel à repousser son assaut contre Tobrouk et placent ses troupes sur la défensive. 
La défense est assurée par la division Savona et quelques troupes allemandes, soutenues par de l'artillerie exclusivement italienne (sauf 22 canons de 88 mm). 
Autour de Tobrouk sont positionnées les divisions Bologna, Brescia, Pavia et Trenta. Les divisions allemandes, et surtout les Panzer, sont gardées en réserve avec les divisions Ariete et Trieste.
Les Allemands ne se doutent pas qu'une future offensive est destinée à les repousser jusqu'à Tripoli. Néanmoins, Rommel s'attend à ce que les Britanniques lancent des feintes pour détourner son attention de Tobrouk mais fait clairement savoir à ses subordonnés qu'il ne bougera pas en cas d'offensive britannique vers l'est.

## La bataille
L'opération Crusader fut sûrement la bataille la plus confuse de l'ensemble de la Seconde Guerre mondiale. En effet, le vainqueur définitif aurait dû être normalement le vaincu.
Les chefs britanniques sont mis au courant de la future offensive le 1er novembre 1941, 15 jours avant son début (le 16 novembre). 
Lors de leurs préparatifs, les Britanniques font circuler de grandes masses de véhicules le long du front, mouvements que, bizarrement, les Allemands ne détectent pas. Néanmoins, l'interception par les services de renseignement allemands de messages laconiques sur la possibilité d'une future offensive d'envergure britannique fait douter Rommel, qui se décide à envoyer la 21e division de Panzer en investigation au sud de la localité de Sidi Barrani. Mais les troupes allemandes ne croisent aucun dépôt de ravitaillement, ni de préparatifs suffisamment importants pouvant corroborer l'hypothèse d'une future offensive. Ainsi l'offensive britannique va-t-elle prendre Rommel complètement par surprise.

### Les premiers jours
Les Britanniques et leurs alliés attaquent donc les forces germano-italiennes le 16 novembre. 
Le début de la progression vers le Wire (l'ancienne ligne de défense conçue par les Italiens sur la frontière égypto-italienne) est loin d'être facile et doit s'effectuer de nuit sans aucun repère. 
De plus, le 15 novembre, un orage a transformé le désert en bourbier et rendu les terrains d'aviation inutilisables. 
Néanmoins, le moral britannique est élevé et le déploiement de la 8th Army à travers le désert s'avère impressionnant jusqu'à ce que la 7th Armoured division (division blindée) et la 1st South African Infantry Division ne déclenchent leur progression vers le sud pour envelopper les forces de l'Axe. Les premiers points de résistance rencontrés en milieu de journée ne sont que des petits postes qui résistent et obligent les Britanniques à faire intervenir les blindés de la 7th brigade pour forcer le passage avec l'intervention du 2e régiment royal de tanks. 
De son côté, le 7e régiment de Hussards croise une colonne appartenant à l'Aufklärungs Abteilung 33 (une des deux sections de reconnaissance du Deutsches Afrika Korps). 
Les Britanniques capturent 2 véhicules, 6 camions et 15 fantassins.
La 4th Armoured Brigade quant à elle ne rencontrant aucune résistance atteint sans aucun problème ses objectifs et la 22th Armoured Brigade, peu habituée aux conditions climatiques du désert doit s'arrêter à 15 kilomètres de son objectif (Bir El Gubi). 
Du côté allemand, seuls des messages de la 21e division de Panzer envoyés dans l'après-midi, indiquant une recrudescence de patrouilles ennemies, laissent penser à Rommel qu'il pourrait y avoir une grande offensive ennemie. Quand Ludwig Crüwell lui apporte une demande de von Ravenstein, le chef de la 21e division de Panzer, d'attaquer vers Gabr Saleh le lendemain, Rommel refuse et s'avère très irrité par le comportement de Crüwell. 
Du côté britannique, l'optimisme est de rigueur, les unités ayant presque toutes atteint leurs objectifs sans subir de pertes. 
Le lendemain, 17 novembre, le 30e Corps reprend son avance, les 22e et 7e Brigades blindées devant se diriger vers Tobrouk, du fait d'un ordre de Cunnigham arrivé le matin même. 
Ce changement peut paraître surprenant : Cunnigham cherche à délivrer Tobrouk sans détruire les forces blindés ennemies, ce qui était le but premier de Auchinleck et, de plus, le chef de la 8th Army utilise deux brigades qui sont pour l'une équipée de matériel ancien et pour l'autre inexpérimentée. 
Mais, il faut savoir qu'à cette date, le général britannique ne sait absolument pas où se trouve l'adversaire. 
Ainsi donc, c'est la 22th Armoured Brigade qui est en tête et rencontre assez vite les positions de la division blindée italienne Ariete. Mais les Britanniques se moquent totalement des chars M13/40 italiens, qu'ils jugent bien inférieurs à leurs blindés. Aussi, les Crusaders repoussent très vite les Italiens à 5 km au sud-est de Bir el Gubi. L'attaque reprend peu de temps après, mais les Britanniques ne peuvent percer les lignes italiennes et le champ de bataille se retrouve très vite encombré de chars détruits. 
Dans l'après-midi, on peut chiffrer les pertes italiennes à 34 chars, 12 canons perdus et 200 Bersaglieri tués, blessés ou disparus. 
Les pertes britanniques, à ce moment de la journée, sont inconnues mais sûrement loin d'être légères. 
À 16 h 30, une nouvelle offensive britannique est arrêtée en grande partie par des champs de mines, d'où les chars ont un mal terrible à se sortir, subissant en plus le bombardement de l'artillerie italienne. 
Le 3rd Sharpshooters Bataillon tente une attaque par le nord-ouest mais est repoussé par le 132e régiment blindé italien. 
À la fin de la journée, les Italiens indiquent aux Allemands avoir détruit une cinquantaine de chars mais, chose rare, ce chiffre est sous-estimé, les Britanniques indiquant à Gott (chef de la 7e division blindée) avoir eux-mêmes perdu 75 blindés . 
Cette offensive est donc un échec complet pour les Britanniques qui perdent une bonne partie de leurs chars sans avoir aucunement mis en danger le Panzergruppe Afrika.
Pendant ce temps, la 7e brigade blindée attaque le long de l'Escarpement Sud, une sorte de promontoire rocheux. Les premiers véhicules qui arrivent au sommet découvrent en contrebas, dans la cuvette de Sidi Rezegh, un grand aérodrome occupé par les Italiens. 
Cette zone va devenir un des principaux champs de bataille des Crusaders. 
Mais les Britanniques ne rencontrent d'abord aucune résistance à proximité de l'aérodrome et détruisent plusieurs avions de la Regia Aeronautica, dont certains tentaient de décoller. Ils capturent ainsi 19 appareils, 2 camions, 2 ambulances et 80 hommes.
 La 7e brigade prend donc possession de la cuvette et envoie un escadron de chars en reconnaissance vers l'est, escadron qui rencontre très vite des hommes du 361e régiment africain allemand et doit se replier. 
De leur côté, les Sud-Africains qui sont partis à l'ouest rencontrent très vite des Italiens appartenant à la division Pavia et eux aussi doivent battre en retraite. 
La 7th Armoured Brigade se retrouve donc plus ou moins isolée et ne peut compter que sur le soutien d'un groupe de support composé d'un peu d'infanterie et de plusieurs pièces d'artillerie pour la défense de l'aérodrome.
Du côté allemand, le général Crüwell, informé des événements, demande une nouvelle fois à Rommel l'autorisation d'envoyer la 21e division blindée vers le sud. 
Cette fois-ci, le chef du Panzergruppe accepte la requête de Ludwig Crüwell. 
Ainsi, un groupe composé de 15 Panzer IV, 64 Panzer III et 32 Panzer II renforcé par 18 pièces d'artillerie est créé ; il est nommé Stephan, du nom du chef du 5e régiment blindé d'où une partie de ses éléments ont été tirés. 
Ce groupe de combat est tout de suite lancé vers le sud, manque la 7e brigade qui s'est portée trop à l'ouest et tombe sur la 4e brigade blindée, en réserve entre la 13th et le 8th Corps. 
L'ordre de bataille de la brigade est le suivant : 
- 8e régiment de Hussards à gauche,
- 5e RTR (Régiment royal de tank) à droite et le
- 3e RTR en réserve.

Lorsque les unités britanniques apprennent l'arrivée d'une centaine de blindés ennemis, la surprise est totale et ordre est donné au 5th RTR de les engager. 
Les combats sont relativement violents, les chars se tirant dessus presque à bout portant et la poussière soulevée par le mouvement des nombreux engins crée un brouillard très gênant pour viser. 
Le journal de guerre indique avoir perdu 23 chars et estime avoir détruit 19 blindés ennemis, voire 26.
Comme souvent durant la guerre, les pertes de l'ennemi sont surestimées, von Mellenthin indique que le groupe a perdu 3 chars et a détruit 23 blindés britanniques. 
Une fois n'est pas coutume, les deux protagonistes sont d'accord sur le nombre des pertes britanniques. Néanmoins, il est à noter que le texte britannique a été écrit le jour de la bataille, alors que le texte allemand a été écrit en 1955.

#### Un commandement médiocre
En ce qui concerne les états-majors des deux adversaires, leur comportement est loin d'être exemplaire. 
Pour les Allemands, Rommel a bien du mal à se laisser convaincre qu'une offensive britannique est en train de tenter de le chasser de la Cyrénaïque. Selon lui, les Britanniques tentent juste une feinte pour l'empêcher d'attaquer Tobrouk, mais le chef des forces allemandes en Afrique refuse de se laisser distraire et laisse son subordonné, le général Crüwell, détruire les forces ennemies ou au moins les repousser. 
Mais ce dernier ne sait pas où attaquer la 7e division blindée qui est son objectif principal et, après avoir obtenu des informations indiquant la présence de troupes ennemies près de Sidi Azeiz, décide d'y envoyer la 15e division blindée, alors qu'aucun danger n'est présent sur ce point du front. 
Le groupe Stephan, lui, devra continuer sa progression vers le sud.
Du côté britannique, Cunningham est d'un grand optimisme surtout après l'annonce de la prise de l'aérodrome de Sidi Rezeigh. 
Malgré les lourdes pertes de la 22e brigade blindée, le chef de la 8th Army reste optimiste, considérant que les Italiens ont bien plus souffert que ses troupes, ce qui est faux.
 Enfin, en ce qui concerne la 4e brigade, Cunnigham conclut qu'il pourra bien détruire l'ensemble des troupes blindées ennemies, du fait des rapports surestimant les pertes allemandes. 
Pour le lendemain, le général britannique ordonne à la 22e brigade de laisser les Sud-Africains s'occuper des blindés de la division Ariete et de se porter vers l'aérodrome. Certes l'idée de renforcer la 7e brigade blindée est louable mais celle-ci n'a besoin d'aucune aide car elle fait face à de l'infanterie en nombre insuffisant pour l'inquiéter alors que la 4e brigade blindée risque de se sentir bien seule face aux blindés de l'Afrikakorps.

### Le 20 novembre
Le 20 novembre est une journée très confuse au cours de laquelle les deux ennemis tentent de se surprendre mais ne se trouvent pas. 
Seuls le Groupe Stephan et la 4e brigade blindée se trouvent. 
Dès 6h50, une cinquantaine de Panzer s'approchent de la position de la brigade, et plus précisément de celle du 5e RTR, qui doit se replier à 8 h 10 devant une trop forte pression ennemie. À ce moment-là, le 8th Hussards et le 3e RTR entrent en piste et la lutte violente épuise très rapidement les munitions, surtout pour les Britanniques qui voient avec soulagement les Allemands se retirer à 9 h. 
Ce repli n'est pas une victoire britannique mais un ordre émanant de Ludwig Crüwell, qui vient de s'apercevoir que les principales forces blindées britanniques se trouvent à Sidi Rezeigh. 
C'est grâce à la 21e division blindée, que les Allemands savent enfin où se concentre l'ennemi. En effet, la division, comme le raconte Mallenthin, a été envoyée vers l'est pour attaquer les Britanniques à un endroit où ils ne se trouvent pas. 
C'est alors que les chars se retrouvent à court d'essence à 10 km de Sidi Omar et, malgré les demandes de ravitaillement, doivent attendre la nuit pour être enfin ravitaillés.
Avec ces déboires, l'unité allemande aurait très bien pu être anéantie, mais les Britanniques, tout comme les Allemands, ne trouvent pas leur adversaire. 
En effet, la 7th Armoured brigade campe sur ses positions près de l'aérodrome, permettant à la division zbV Afrika de renforcer ses défenses et même de faire venir des canons antichars qui détruisent 3 chars britanniques. De son côté, la 22e brigade blindée britannique n'avance pas non plus, attendant en vain l'avance de la 1re division sud-africaine que son chef refuse de faire avancer contre la division blindée Ariete, remarquant qu'une division d'infanterie ne pouvait réussir face à des chars, là où une brigade blindée avait échoué. 
Finalement, Cunningham ordonne aux Sud-Africains de protéger Bir el Gubi et ainsi de permettre à la 22e brigade de se retirer.
Du côté allemand, l'état-major décide d'envoyer la 15e division blindée contre la 4e brigade blindée. 
Les Allemands attaquent les Britanniques à 16 h 15 sur le front du 3e RTR. La bataille est rude mais l'arrivée de canons de 88 mm et d'artillerie antichar permet aux Allemands de rester maîtres du terrain et de repousser les M3 Stuart. 
L'arrivée de la 22e brigade permet d'arrêter les Allemands qui avaient déjà commencé à ralentir leur assaut avec la tombée de la nuit et à se replier derrière une ligne de canons antichars. Les Allemands, restés maîtres du terrain, en profitent pour réparer leurs chars et détruire les blindés ennemis immobilisés. 
Même s'il n'y a pas encore eu de grandes batailles de chars, les deux ennemis se sont enfin repérés et les Allemands se préparent à attaquer les Britanniques à Sidi Rezeigh.

### Le 21 novembre

#### La bataille de Sidi Rezegh
C'est le 21 novembre que commence une des plus grandes batailles de chars de la guerre du Désert.

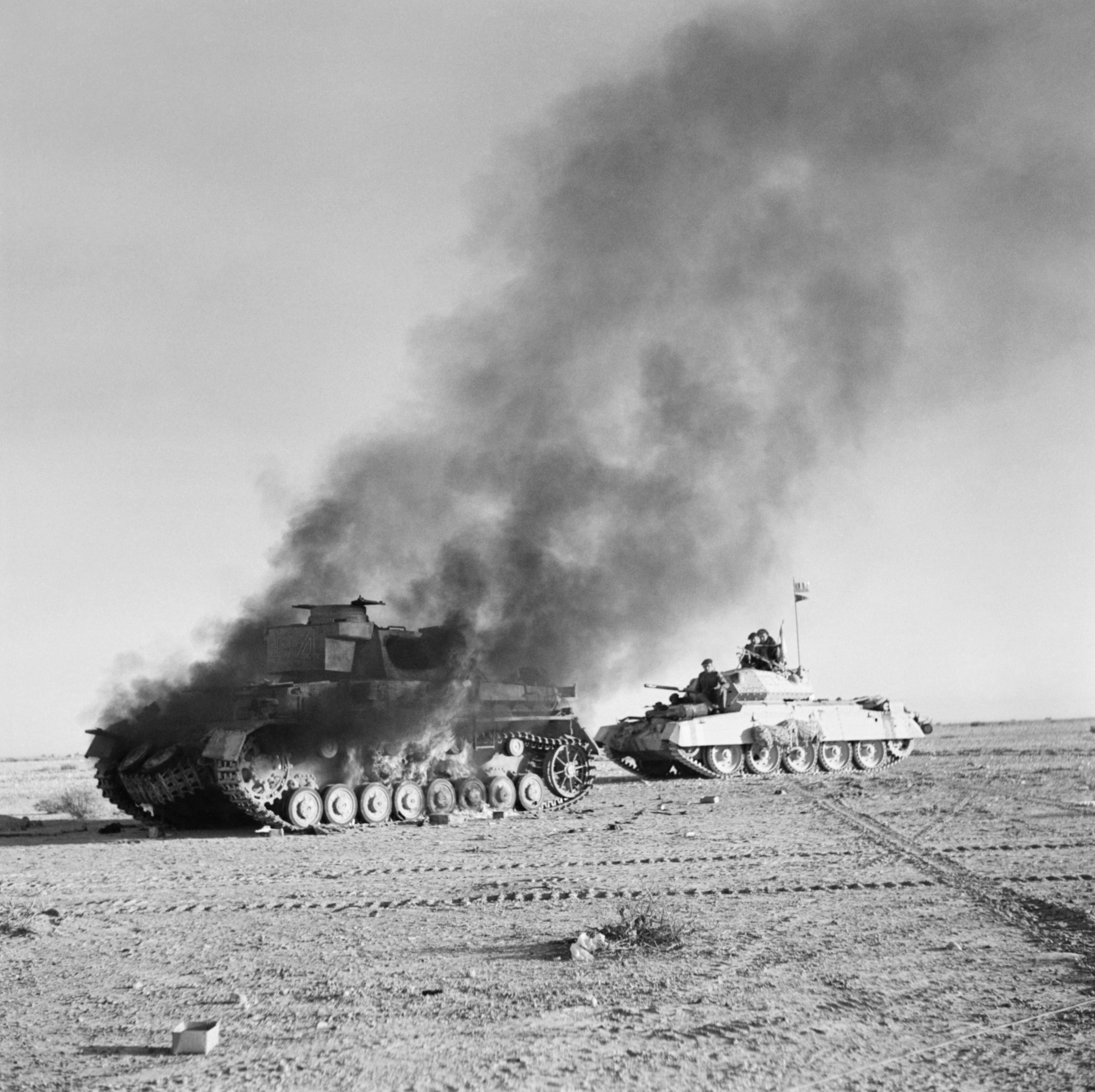
Un char Crusader passe derrière un Panzer IV détruit (27 novembre 1941)

À la veille de la bataille, les Britanniques disposent de 
- 97 M3 Stuart,
- 100 Crusader répartis entre la 4th et la 22nd Armoured Brigade et
- 120 Cruisers dans la 7th Brigade.

Du côté allemand, Rommel dispose de 240 Panzer, plus les chars italiens de la division Ariete. 
Cette concentration de chars a été facilitée par l'annulation de l'ordre de Rommel d'attaquer Tobrouk, celui-ci s'étant rendu compte que l'offensive britannique a vraiment pour but de le chasser de ses positions et ayant ordonné en conséquence aux forces blindées allemandes de se porter sur l'aérodrome de Sidi Rezeigh. 
Ainsi, la 7e brigade blindée et le groupe de support vont-ils être attaqués par les deux divisions de Panzer de l'Afrika Korps.
Dès l'aube, les Britanniques postés sur l'aérodrome repèrent une force de 150 blindés s'approchant de leurs positions et, dès le début des combats, se trouvent en très mauvaise posture : le 7e régiment de Hussards perd son chef et une grande partie de son personnel, puis la quasi-totalité de ses chars vers 10 h. 
Les Britanniques doivent ces lourdes pertes à l'effet de surprise causé par une attaque allemande venant du sud, où ils ne les attendaient pas. 
Durant la journée, les combats continuent et les Britanniques arrivent, au prix de lourdes pertes, à garder tant bien que mal leurs positions : à la fin de la journée, la brigade ne compte plus que 20 chars, dont 9 sont isolés des lignes britanniques. 
De leur côté, les Allemands n'ont perdu que 15 chars. 
Malgré ce massacre, les Britanniques tiennent toujours l'aérodrome. 
Von Mellenthin, chef d'état-major de l'Afrikakorps l'explique par la belle défense du Support Group, par le manque de munitions des Allemands ainsi que par l'efficacité de l'artillerie britannique.

#### À Tobrouk
De leur côté, les forces de Tobrouk s'apprêtent à tenter une sortie avec, comme fer de lance, la 32e brigade de chars composée de 69 Matilda II et de 32 Cruisers. 
L'attaque commence plutôt bien et les Britanniques progressent face aux Allemands de la zbV Afrika et aux Italiens de la division Bologna. 
Néanmoins, les mines commencent à les ralentir, ainsi qu'une bonne défense des forces de l'Axe. 
Finalement, en début d'après-midi, les assiégés comprennent que la sortie ne pourra pas avoir lieu et les blindés se replient. 
La farouche défense allemande s'explique en grande partie par la présence de Rommel et le nombre important de 88 mm largement supérieur aux Matilda II devenus complètement obsolètes.

#### La situation dans les états-majors
* Chez les Allemands :
Chez les Allemands, malgré les victoires remportées, l'ambiance n'est pas à la bonne humeur surtout chez Ludwig Crüwell et Rommel qui considèrent les dangers stratégiques plus importants que les victoires tactiques. 
En effet, les forces de l'Axe se trouvent de plus en plus mises en danger par des coups de boutoir britanniques de plus en plus nombreux. 
Le plus grand danger est celui de l'offensive imminente vers Tobrouk de la 2e division néo-zélandaise et de la 4e division indienne, qui sont de plus soutenues par des chars Valentine. 
Face à ces offensives, Rommel se trouve à court d'effectifs, il doit battre les Britanniques les uns après les autres, les Allemands se retrouvent ainsi au beau milieu de troupes ennemies en pleine offensive.
* Chez les Britanniques :
Du côté britannique par contre, les défaites du jour n'ont pas entamé le moral des généraux. 
Cela s'explique par une grande surestimation des pertes allemandes, qui laisse penser à Cunnigham que les Allemands n'auront bientôt plus de blindés à lui opposer. 
Un texte envoyé au Caire indique ainsi que la proportion des pertes allemandes par rapport à celles des Britanniques est de 3 contre 1.
 Malgré cela, le général en chef de la 8th Army s'inquiète de la situation devant Tobrouk et notamment de l'échec de la tentative de sortie. En effet, la 7e division blindée devait être ravitaillée par les dépôts d'essence présents à Tobrouk, ce qui va s'avérer impossible.

### Le 22 novembre
À l'aube du 22 novembre, la 5e brigade néo-zélandaise et une partie du 8e régiment royal de chars capturent Fort Capuzzo et les 200 soldats qui le défendent et qui, surpris, ne tirent pas un coup de feu. 
Une autre partie du 8e RTR rencontre une colonne de l'Afrika Korps et détruit une voiture blindée et huit autres véhicules. 
Dans cette attaque, l'officier de liaison entre l'armée italienne et l'Afrika Korps est capturé avec tous ses codes. 
Mais, après ces succès, les Britanniques ont bien du mal à progresser face notamment aux canons de 88 mm qui font un ravage face aux Matilda II. 
Malgré la prise du fort de Sidi Omar Nuovo, les Britanniques échouent face à Lybian Omar. 
Lors de cette action, les 44e et 42e régiments royaux de chars perdent 46 chars, 6 officiers (1 blessé) et 43 hommes (21 blessés) et un disparu.
À Sidi Rezegh, la matinée est très calme ; ce qui reste de la 7e brigade blindée se réorganise après le désastre du jour précédent et reçoit le renfort des 22e et 4e brigades blindées nouvellement arrivées sur le terrain. De plus, pour pallier le manque d'infanterie, la 2e division sud-africaine est envoyée à Sidi Rezegh, qui devra servir de base de départ vers Tobrouk.
Du côté allemand, Rommel décide de diriger les opérations contre Sidi Rezegh. 
Il veut prendre en tenaille la 7e brigade. 
Au nord de Belhammed à Zaafran, il place l'artillerie et l'infanterie de la 21e division blindée. 
À l'ouest, le 5e régiment blindé devra attaquer par l'ouest et le 361 régiment africain devra rester en faction à l'est de l'aérodrome.
L'offensive allemande surprend totalement la 7e brigade qui n'a mis en place aucun système de reconnaissance. 
En dépit des tirs antichars, les Panzer du 5e régiment pénètrent très rapidement sur l'aérodrome. 
La 22e brigade qui vient d'arriver est directement envoyée sur le champ de bataille. Les combats sont rudes mais les chars résistent à la pression de l'ennemi. 
À la fin de la journée, il reste encore 34 chars à la brigade. 
Ainsi, près de 100 Crusader ont-ils été détruits dans la seule journée du 22 novembre.
Pour ce qui est de 5e brigade blindée, voici ce qui est dit dans son War Diary à la date du 22 novembre :

La brigade avance, le 5e régiment royal de tanks (RTR) à droite, le 3e RTR à gauche et le 8e régiment de Hussards en réserve. 
La situation à l'arrivée de la brigade est des plus obscures.
 L'aérodrome, qui s'étend au centre d'une large dépression, est couvert de débris. L'ennemi semble être dans le coin nord-ouest, le Support Group et la 22e brigade au sud. 
L'effectif de la brigade est à ce moment de 108 chars. À notre arrivée, le commandant de la 7e division blindée explique la situation au chef de notre brigade qui décide d'attaquer l'aérodrome avec le 5e RTR à droite et le 3e RTR à gauche. Les régiments doivent entreprendre un mouvement tournant vers le sud de l'aérodrome. 
Cette attaque est considérablement gênée par la poussière, un bombardement puissant et une absence complète d'informations sur ce qui se passe vraiment sur l'aérodrome. 
Le 3e RTR parvient bien à entrer en contact avec du personnel de la 22e brigade sur l'aérodrome mais ne peut obtenir aucune information concrète. 
Après cette attaque où plusieurs chars sont perdus, les régiments se regroupent au sud de l'aérodrome'.
Malgré l'échec de ces assauts, les Panzer doivent se retirer au crépuscule car ils arrivent à court de munitions. Les blindés viennent se mettre quelques centaines de mètres plus loin, sous la protection d'un groupe antichar allemand. 
La 7e division blindée n'aligne plus que 100 Stuart et à peu près 50 Cruisers alors que 5 jours plus tôt, elle comprenait 477 chars.
Néanmoins, l'arrivée de la nuit ne coïncide pas avec le retour du calme pour les Britanniques, car Ludwig Crüwell a décidé, sans l'avis de Rommel, de lancer la 15e division blindée à l'assaut de l'aérodrome. 
L'attaque vient du sud-est et les Britanniques se trouvent complètement pris par surprise.
 C'est la 4e brigade qui reçoit le choc principal et son état major se trouve très vite encerclé - et tout surpris, car il avait tiré des fusées pour signaler sa position aux Britanniques mais ce sont les Allemands qui sont venus. 
Ainsi, tout l'état major de la brigade (excepté son chef absent) est capturé. 
C'est d'ailleurs lorsqu'il arrive que le chef de la brigade engage le premier la contre-attaque, mais les pertes sont lourdes pour la brigade qui ne compte plus que 40 chars. 
Juste avant les premières heures du 23 novembre, les Panzer se replient un peu plus loin.

### Totensonntag
Le Totensonntag (dimanche des morts) correspond à la journée du 23 novembre. 
Cette journée a été ainsi nommée car elle fut celle où les Allemands perdirent la plus grande partie de leurs chars.
Dès l'aube, Rommel sait qu'une ultime offensive lui permettra de vaincre définitivement les Britanniques de la 7e brigade blindée. 
L'infanterie de l'Afrika Korps devra rester au nord de l'aérodrome tandis que les 15e et 21e divisions blindées allemandes devront contourner l'adversaire depuis le sud et enfin, les Italiens de la division blindée Ariete devront attaquer depuis l'ouest. 
Ainsi, la brigade britannique et les deux brigades d'infanterie sud-africaine seront-elles encerclées. 
Mais, alors qu'il semble que la victoire est passée du côté allemand, le sort des armes va tourner.
Dès le début de l'assaut, à l'aube, les blindés allemands détruisent un convoi de ravitaillement britannique et provoquent un chaos à l'intérieur des positions britanniques. Les Britanniques perdent ainsi une centaine de camions. 
Les Allemands arrivent très vite à l'intérieur de la cuvette pour détruire les ultimes forces britanniques. 
Néanmoins, les Britanniques, réunissant leurs derniers blindés, opposent une dure résistance aux Allemands. Les blindés britanniques sont de plus soutenus par l'infanterie sud-africaine, très efficace. 
Cependant, à 16h30, les troupes allemandes atteignent le campement sud-africain et les troupes alliées sont obligées de se replier. 
Mais les Britanniques continuent leur résistance comme en témoigne le journal de la 22e brigade blindée :
Bien que les éléments de tête de l'attaque blindée allemande soient parvenus jusqu'au campement sud-africain, notre charge a arrêté l'avance ennemie et permis le repli du gros de la force sud-africaine. 
Le dernier assaut dans le camp et au milieu des chars allemands a été saisissant. 
 Le lieutenant-colonel Carr était à la tête de l'attaque :
 Vers la fin, son char a été incendié mais, avec le major Kidston, ils sont montés dans d'autres chars pour continuer la charge. (...) D'après ce que nous avons pu voir, notre dernière charge dans le flanc droit de l'ennemi lui a causé des pertes beaucoup plus lourdes que lors des engagements précédents. Les artilleurs sud-africains ont été magnifiques. En tout cas, nous avons détruit 30 à 40 chars ennemis et nous avons laissé 10 de nos chars sur le terrain.
Pour une fois, les pertes causées à l'ennemi ne sont pas surestimées, car von Mellenthin avoue lui-même que les Allemands perdirent près de 70 Panzer sur l'ensemble de la journée.
 Ainsi, même si les Allemands ont détruit la 5e brigade sud-africaine, ils n'ont pu anéantir l'ensemble des forces britanniques, car les Panzer durent s'approcher trop près des canons antichars. 
La 7e division blindée ne compte plus que 60 chars, mais Rommel en a désormais moins de 100 pour l'ensemble de ses troupes, alors que des renforts blindés britanniques s'apprêtent à arriver sur le champ de bataille. 
Le chef du Panzergruppe Afrika est néanmoins persuadé d'avoir remporté une grande victoire à Sidi Rezeigh.

#### Les réactions dans les états-majors
* Chez les Allemands :
Au quartier général des forces de l'Axe, Erwin Rommel reste persuadé qu'il a remporté une grande victoire et qu'il peut, grâce à une offensive, chasser les Britanniques de la frontière égypto-libyenne. 
Il est confirmé dans son idée de victoire par la dispersion des forces du 30e corps britannique. 
De plus, le chef du Panzergruppe Afrika reçoit de Mussolini le commandement direct du 20e corps italien. 
Ainsi, le général allemand va-t-il pouvoir bénéficier de toutes les forces germano-italiennes pour vaincre les Britanniques. 
Enfin, il est conscient que les forces allemandes d'élite encerclées, telles que celle qui est commandée par le pasteur Bach, encerclée au niveau de la passe d'Halfaya, ont besoin d'être secourues, surtout parce que le groupe de Bach dispose de canons de 88 mm qui seraient très utiles à l'armée allemande.
Le matin du 24 novembre, Ludwig Crüwell et Rommel se rencontrent. 
Une fois n'est pas coutume, les deux chefs ne sont pas d'accord sur la stratégie à suivre, le premier voulant d'abord liquider les restes du 30e corps puis attaquer vers l'Égypte alors que le second se moque complètement des restes du 30e corps et décide de diriger les forces blindées vers Sollum pour encercler le 13e corps. 
Rommel décide, de plus, de partir avec les éléments de tête de la 21e division blindée. 
Une nouvelle fois, les deux chefs allemands ne sont pas d'accord, mais, chez les Britanniques et leurs alliés, le désaccord est encore plus profond.
* Chez les Britanniques :.
À partir du soir du 22 novembre, le chef de la 8e armée (Cunningham), qui vient enfin d'apprendre les lourdes pertes britanniques en blindés, imagine le pire pour l'avenir de son armée.
Ainsi l'optimisme exceptionnel qui régnait parmi les généraux britanniques vient de laisser place à une réalité tout à fait différente. 
 Cunningham, sentant la panique gagner l'état-major britannique, demande à Auchinleck de venir sur le front. 
Celui-ci arrive le soir du 23 novembre. 
Cunnigham lui explique que ses forces ont subi de lourdes pertes et demande l'arrêt de l'offensive et le repli des troupes britanniques vers l'Égypte. Bien sûr, Auchinleck n'est pas du tout d'accord avec son subordonné et il lui adresse le 24 novembre cette lettre :

"Les risques encourus doivent être acceptés.
En conséquence vous devrez :
- (I) Continuer d'attaquer l'ennemi sans relâche en utilisant toutes vos ressources, jusqu'au dernier char s'il le faut.
- (II) Votre objectif principal doit être, comme toujours, la destruction des forces blindées ennemies.
- (III) Votre objectif ultime demeure la conquête de la Cyrénaïque puis l'avance sur Tripoli[13].

Pour cela, Cunnigham devra reprendre l'assaut vers Sidi Rezeigh, et des attaques menées sur les arrières de l'ennemi par le Long Range Desert Group et l'Oasis Force devront désorganiser l'adversaire. 
Malgré ce mémorandum, Auchinleck est, depuis son arrivée la veille au niveau des troupes britanniques, convaincu que Cunningham est démoralisé et décide dès son retour au Caire de le remplacer par son chef d'état-major, Neil Ritchie.

### La défaite de l'Afrika Korps
La journée du 24 novembre est sûrement une date unique dans l'histoire de la Seconde Guerre mondiale. 
En effet, les adversaires, malgré leur affaiblissement, vont partir tous deux à l'assaut pour prendre de vitesse et encercler l'ennemi. 
Mais, les deux troupes partent dans des directions opposées et ne vont donc pas se rencontrer. 
Les deux protagonistes sont audacieux, car Rommel attaque sans avoir détruit la poche de Sidi Rezeigh et Auchinleck malgré la perte de 80 % de ses chars.
L'attaque allemande menée par la 21e Panzerdivision remporte un succès complet, écrase les maigres forces se trouvant sur son chemin et manque de peu de capturer Cunningham.
 Mais, cet entrain manque de provoquer la capture de Rommel. En effet, voici ce que raconte Bayerlein :

De retour de Sidi Omar, le Mammoth de l'Afrika korps transportant Rommel et son état-major tomba en panne. Ces derniers s'embarquèrent alors sur le véhicule de Crüwell. 
Le Mammoth transportant alors tous les grands chefs de l'Afrika Korps se dirigea vers les réseaux de barbelés. On n'y découvrit malheureusement aucun passage et il fut impossible d'en pratiquer un. Rommel finit par s'impatienter, "Je vais m'en occuper moi-même" dit-il à l'officier d'ordonnance qui avait assumé la direction jusque-là en prenant sa place. Mais, son sens de l'orientation légendaire lui fit aussi défaut. Circonstance aggravante : lui et ses hommes se trouvaient dans une région dont l'ennemi était complètement maître. Des soldats indiens, porteurs de messages, passaient constamment près du Mammoth ; des chars britanniques avançaient vers le front et des camions de marque américaine circulaient à travers le désert. 
Personne ne se doutait que les grands chefs du groupe blindé germano-italien se trouvaient là, dans cet ancien véhicule britannique, parfois à deux ou trois mètres. 
Les dix officiers et les cinq soldats passèrent une nuit angoissante
Ainsi, l'entrain de Rommel avait-il failli lui coûter cher, à lui et aux autres officiers présents. 
Pendant ce temps, 5e régiment de Panzer est lancé contre Sidi Omar, où une brigade indienne et des batteries d'artillerie se sont retranchées. 
L'attaque coûte la moitié des chars du régiment selon von Mellenthin. 
La 21e division blindée tente d'attaquer l'ennemi à Halfaya mais ce dernier est absent, enfin la 15e division blindée tente de prendre Sollum sans succès. 
Enfin, les Italiens sont fortement secoués par les Sud-Africains et la 4e brigade blindée.

#### À Tobrouk
Mais c'est surtout à Tobrouk que les Italiens et les Allemands subissent la plus lourde pression adverse. 
Les fantassins de l'Axe subissent, en effet, la pression de la 1st Army Tank Brigade et de la 2e division néo-zélandaise. 
Cela fait 3 jours que la 1st Army Tank Brigade est sur le front et elle a déjà perdu des chars. 
Mais, c'est le 25 novembre qu'il est décidé de la sortie des forces encerclées à Tobrouk. 
Les Néo-Zélandais devant tenir les positions surplombant Tobrouk pour soutenir, si besoin est, la sortie des assiégés. Les forces néo-zélandaise aidées de la brigade blindée réussissent à capturer Belhammed et Sidi Rezegh. Le lendemain, un bataillon néo-zélandais soutenu par un régiment blindé s'avance à El Duda et fait sa jonction avec les assiégés de Tobrouk. 
La libération de Tobrouk fait peser un grand danger sur l'Afrika Korps.

#### À Sidi Rezeigh

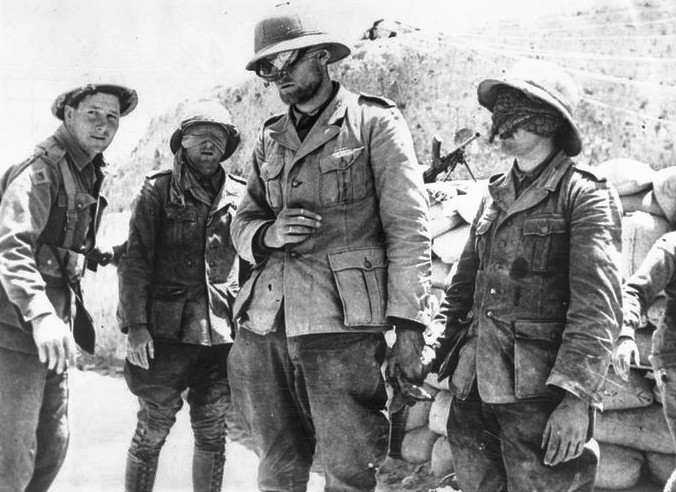
Prisonniers allemands en Libye, au temps de la bataille de Sidi Rezegh.

Alors que les Allemands ont du mal à tenir leurs positions, la division africaine demande de l'aide à Rommel mais celui-ci n'est pas joignable et il faudra attendre une journée avant que les divisions blindées soient envoyées en renfort à l'infanterie aux alentours de Tobrouk.
 Mais, le raid de Rommel a épuisé les dernières forces allemandes et ces dernières ont bien du mal à résister aux Britanniques, bien plus nombreux. 
Les divisions blindées allemandes ne sont ainsi plus composées que d'une cinquantaine de chars alors que les Britanniques ont pu reconstituer leurs forces en blindés. 
Ainsi, le 26 novembre, la 4e brigade blindée reçoit 36 chars réparés.
 La 22e brigade blindée, elle, reçoit une dizaine de chars Crusaders ainsi que des Stuart, rescapés de la défunte 7e brigade.
Le 27 novembre, Rommel lance la 15e division blindée à l'assaut des 4e et 22e brigades blindées près de Bir el Chleta. 
La bataille s'achève sur un statu quo, les deux protagonistes ayant perdu une dizaine de chars chacun.
 De plus, malgré la résistance de la division Trieste, les Britanniques et leurs alliés sont en train de percer dans le secteur de Rommel. 
Le lendemain, à l'issue d'un nouveau désaccord entre Crüwell et Rommel, la 15e division blindée est finalement envoyée contre les Néo-Zélandais dans le but de les séparer de Tobrouk et de les isoler. 
La destruction de la division néo-zélandaise est un échec, car la 21e division blindée et la division blindée italienne Ariete subissent la pression de la part des deux brigades blindées britanniques. De plus, le chef de la 21e division blindée, von Ravenstein, est capturé par les Néo-Zélandais.
Malgré ces échecs, le 30 novembre, Erwin Rommel renouvelle ses assauts contre les Néo-Zélandais et finit par percer leurs défenses et ainsi à capturer 600 hommes. 
La 1st Army Tank Brigade est retirée du front car il ne lui reste plus que 15 chars. 
Le général Freyberg, chef de la 2e division néo-zélandaise, décide, pour éviter à sa division de succomber, de tenter une percée. 
Le 1er décembre, la percée néo-zélandaise réussit, au prix de la perte de 1 000 hommes. 
Rommel a donc réussi à isoler une nouvelle fois Tobrouk, mais les Britanniques ont encore la possibilité de le chasser de la Cyrénaïque.

#### L'offensive britannique victorieuse
Après deux semaines de combats, les Britanniques s'apprêtent à lancer l'offensive qui va leur donner la victoire. Des renforts viennent d'arriver à la 8e Armée alors que les Allemands n'ont plus de réserves. 
Le 4 décembre, les Allemands tentent de délivrer les troupes encerclées à Bardia et Halfaya mais ils échouent, tout comme une offensive destinée à chasser les assiégés de Tobrouk de la position de El Duda.
 Avec l'échec de ces offensives, le Panzergruppe Afrika se replie vers Gazala, abandonnant donc le siège de Tobrouk. 
De leur côté, les Britanniques savent que les forces de l'Axe ne pourront plus résister très longtemps et Ritchie tente un débordement des Allemands par le sud grâce à la 29e brigade indienne, qui oblige Rommel à se séparer de la division africaine envoyée à Agedabia.
Le 11 décembre, les Britanniques attaquent la ligne de Gazala et obligent Rommel, le 15 décembre, à se préparer à se replier vers Tripoli. Le chef du Panzergruppe Afrika prévoit ainsi un repli dans la nuit du 16 au 17 décembre sur la ligne El Micheli-Derna pour éviter un enveloppement.
Contrairement à l'ensemble de l'opération Crusader, le repli italo-allemand se passe sans accroc particulier. En effet, cette fois-ci, rien n'est tenté par les Britanniques pour déborder les forces de l'Axe, d'autant que seuls les Italiens empruntent la route côtière, les Allemands prenant le chemin le plus court, à travers le désert. La seule attaque britannique se déroule à Agedabia et consiste en une attaque de la 22e brigade blindée contre l'Afrika Korps, qui selon les Britanniques ne doit plus avoir un seul char. Or, les Allemands viennent de recevoir de nouveaux chars provenant de convois arrivés à Tripoli et les Britanniques échouent dans leur attaque, surpris de voir que l'ennemi possède une soixantaine de chars.
Sur le front de la Cyrénaïque, plus aucune action n'aura lieu pendant 3 semaines, pendant lesquelles les Britanniques liquident les positions de Bardia et d'Halfaya. Encerclées, dirigées par le général italien de Georgis, elles résistent longuement, grâce notamment au soutien de l'aviation, mais Bardia doit capituler le 2 janvier 1942, puis c'est au tour des hommes de Bach encerclés à Halfaya de se rendre le 17 janvier. 14 000 hommes sont ainsi capturés.

## Bilan
Lors de l'opération Crusader, les Britanniques ont perdu à peu près 800 chars tandis que les Allemands en ont perdu 220 et les Italiens 120, soit 340 chars pour l'Axe. 
Néanmoins, les Britanniques ont pu ultérieurement réparer nombre de leurs chars détruits. 
Cette grande différence dans les pertes en chars est due à la supériorité qualitative des blindés allemands, beaucoup mieux armés que les blindés britanniques.
Pour ce qui concerne les pertes humaines, les Britanniques perdirent 17 700 hommes (2 900 tués, 7 300 blessés, 7 500 disparus). 
Les Allemands accusèrent la perte de 14 600 hommes (1 200 tués, 3 300 blessés et 10 100 disparus). 
Enfin, les Italiens perdirent 23 700 hommes (1 100 tués, 2 800 blessés et 19 800 disparus). 
Les disparus sont pour la majeure partie des prisonniers. 
Là aussi, les Britanniques eurent à payer un lourd tribut pour la reconquête de la Cyrénaïque, mais, s'ils ont gagné, c'est qu'ils avaient la possibilité de sacrifier plus d'hommes et de matériel que Rommel, qui ne disposait que de très peu de renforts (les convois devant les lui apporter sont en effet coulés par l'aviation britannique avant d'atteindre Tripoli). 
Néanmoins, cette victoire fut de courte durée car, moins d'un mois après sa défaite, Rommel va lancer une offensive qui lui permettra de reconquérir l'ensemble de la Cyrénaïque et donc de se retrouver sur ses positions d'octobre 1941.

### Sources
- Rommel, La Guerre sans haine, éditions Amiot-Dupond, Paris, 1952.
- von Mellenthin, Panzer Battles, éditions Futura books.
- Alexander Clifford, Three against Rommel, éditions Harraps.
- J. Agar-Hamilton et L. Turner, The Sidi Rezegh Battles, éditions Oxford University Press.
- Yves Buffetaut, Bir Hakeim, Militaria Magazine, Hors-série no 6.